# الظاهر بيبرس
السُّلْطَان الأعظم الْملك الظَّاهِر ركن الدّين بيبرَسْ بْن عَبد اللَّه البُنْدُقْدارِي الصَّالِحِي لقب بـأبي الفتوح. سلطان مصر والشام ورابع سلاطين الدولة المملوكية ومؤسسها الحقيقي، بدأ مملوكاً يباع في أسواق بغداد والشام وانتهى به الأمر أحد أعظم السلاطين في العصر الإسلامي الوسيط. لقّبه الملك الصالح أيوب في دمشق بـ«ركن الدين»، وبعد وصوله للحكم لقب نفسه بالملك الظاهر. ولد بيبرس نحو عام 625 هـ الموافق 1228م، حقق خلال حياته العديد من الانتصارات ضد الصليبيين وخانات المغول ابتداءً من معركة المنصورة سنة 1250 ومعركة عين جالوت انتهاءً بمعركة الأبلستين ضد المغول سنة 1277م. وقد قضى أثناء حكمه على الحشاشين واستولى أيضا على إمارة أنطاكية الصليبية.
حكم بيبرس مصر بعد رجوعه من معركة عين جالوت واغتيال السلطان سيف الدين قطز من سنة 1260م حيث خطب له بالمساجد يوم الجمعة 6 ذي الحجة 658 هـ / 11 نوفمبر 1260 م وتوفي يوم الخميس 27 محرم 676 هـ / 2 مايو 1277 م (عمر 54 سنة) بعد رجوعه من معركة الأبلستين ضد خانات المغول سنة 1277. أحيا خلال حكمه الخلافة العباسية في القاهرة بعد ما قضى عليها المغول في بغداد، وأنشأ نظُماً إداريةً جديدة في الدولة. اشتهر بيبرس بذكائه العسكري والدبلوماسي، وكان له دور كبير في تغيير الخريطة السياسية والعسكرية في منطقة البحر المتوسط.

## أصله ونشأته

الأسد شعار الظاهر بيبرس ويظهر أيضا على ظهر عملة من العملات

مختلف في أصله، فبينما تذكر جميع المصادر العربية والمملوكية الأصلية أنه تركي من القبجاق (كازاخستان حالياً) واسمه بيبرس اسم تركي مؤلف من «باي» (بالتركية: Bey) أي أمير و«پارس» (بالتركية: Pars) أي فهد، فإن بعض الباحثين المسلمين في العصر الحديث يشيرون إلى أن مؤرخي العصر المملوكي من عرب ومماليك كانوا يعتبرون الشركس من الترك، وأنهم كانوا ينسبون أي رقيق مجلوب من مناطق القوقاز والقرم للقبجاق، وذكر المقريزي بأنه وصل حماة مع تاجر وبيع على الملك المنصور محمد حاكم حماة لكنه لم يعجبه فأرجعه وذهب التاجر به إلى سوق الرقيق بدمشق وهو في الرابعة عشر من عمره، وباعه هناك بثمانمئة درهم، لكن الذي اشتراه أرجعه للتاجر لعيب خلقي كان في إحدى عينيه (مياه بيضاء)، فاشتراه الأمير علاء الدين أيدكين البندقداري (صاحب الخانقاه في بركة الفيل بالسيدة زينب)؛ وبه سمي البندقداري. ثم انتقل بعد مصادرة ممتلكات سيده علاء الدين أيدكين إلى خدمة السلطان الأيوبي الملك الصالح نجم الدين أيوب بالقاهرة. ثم أعتقه الملك الصالح ومنحه الإمارة فصار أميراً. كان بيبرس ضخماً طويلاً ذا شخصية قوية، وصوته جهوري وعيناه زرقاوان، ويوجد بإحدى عينيه نقطة بيضاء، وقد يكون سبب زرقة عينيه أن أصله كان مختلطاً. كان شعار دولته «الأسد» وقد نقش صورته على الدراهم.

## بزوغه

### معركة المنصورة
برز بيبرس عندما قاد جيشَ المماليك في معركة المنصورة ضد الصليبيين في رمضان من عام 647 هـ / 1249 م. فقد شن الفرنجة هجوماً مباغتاً على الجيش المصري مما تسبب بمقتل قائد الجيش «فخر الدين بن الشيخ» وارتبك الجيش وكادت أن تكون كسرة إلا أن خطة معركة أو «مصيدة المنصورة» التي رتبها بيبرس، القائد الجديد للمماليك الصالحية أو البحرية وبموافقة شجرة الدر التي كانت الحاكمة الفعلية لمصر في تلك الفترة بعد موت زوجها سلطان مصر الصالح أيوب. فقاد الهجوم المعاكس في تلك المعركة ضد الفرنج، وتسبب بنكبتهم الكبرى في المنصورة. التي أسر فيها الملك الفرنسي لويس التاسع وحبسه في دار ابن لقمان.

### توران شاه
بعد وفاة السلطان الصالح أيوب استدعت شجرة الدر ابنه توران شاه من حصن كيفا، ونصبته سلطاناً على مصر ليقود الجيش المصري ضد القوات الصليبية الغازية. لكن ما إن انتهت الحرب، حتى بدأ توران شاه بمضايقة شجرة الدر وظل يطالبها برد أموال ومجوهرات والده، وفي نفس الوقت توعد وهدد مماليك أبيه واستبعدهم من المناصب ووضع مكانهم أصحابه الذين أتوا معه من حصن كيفا. مما حدا بالمماليك الإسراع في قتله قبل خروج الفرنج من دمياط، فقُتل بمشاركة بيبرس وفارس الدين أقطاي في فارسكور.
وبعد مقتل توران شاه نصب المماليك شجرَةَ الدر سلطانةً باعتبارها أرملة السلطان الصالح أيوب، أما ابنه خليل فقد مات صغيراً، وطلبوا من الأمراء الأيوبيين في الشام الاعتراف بسلطنتها. فرفض أيّوبيّو الشام هذا التنصيب، لأن ذلك معناه نهاية دولتهم في مصر، وأيضا لم يوافق الخليفة العباسي المستعصم بالله في بغداد الذي اعترض على ولاية امرأة. فتسلم السلطنة عز الدين أيبك الذي تزوجها لكي يتمكن من الحكم. ولكن الأيوبيين لم يوافقوا على ذلك وأرسل جيش إلى مصر بقيادة صاحب حلب ودمشق الناصر يوسف لاحتلالها وتحريرها من المماليك، ولكنهم هُزموا أمام المماليك، وفرّوا هاربين إلى الشام مما مكن المماليك من تثبيت حكمهم في مصر.

### صراع المماليك
بعد استتباب الأمر للمماليك في حكم مصر بقيادة السلطان أيبك، بدأ أمر أقطاي يستفحل، وأحس السلطان عز الدين أيبك بزيادة نفوذه، خاصة بعدما طلب من أيبك أن يفرد له مكاناً في قلعة الجبل، ليسكن به مع عروسه، فقرر قتله بالتعاون مع مملوكه سيف الدين قطز والمماليك المعزية، فاستدرجه إلى قلعة الجبل واغتاله وألقى برأسه إلى المماليك البحرية الذين تجمعوا تحت القلعة مطالبين بالإفراج عنه وكان ذلك سنة 652 هـ / 1254م. ففر المماليك البحرية من مصر إلى سوريا والكرك وسلطنة الروم السلاجقة وأماكن أخرى، وكان في مقدمتهم بيبرس وقلاوون الألفي وبلبان الرشيدي وسنقر الأشقر الذين فرّوا إلى دمشق.

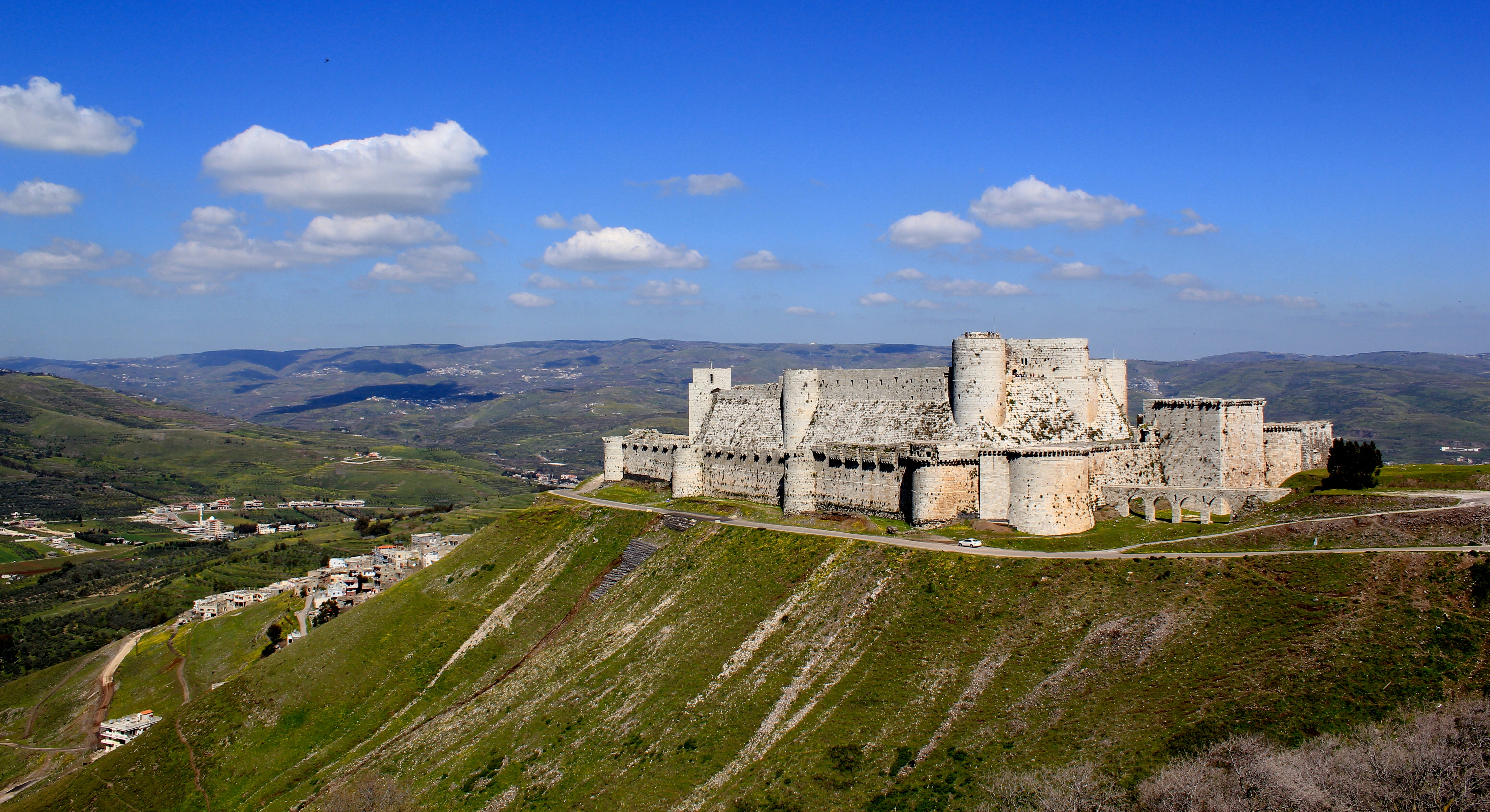
صورة جوية لقلعة الحصن

فرح الناصر يوسف بما حصل ورحب بهم، وحاول أن يستخدمهم ضد أيبك. استمرت العداوة بين الناصر يوسف وأيبك فأرسل الناصر يوسف جيشه للهجوم على مصر بمساعدة المماليك البحرية الذين معه في هذه المرة، ولكن ما إن وصل حدود مصر حتى اضطر إلى أن ينسحب ويوافق على شروط أيبك التي كان من ضمنها إبعاد البحرية عن سوريا فرحلوا إلى الكرك. فاستقبلهم صاحب الكرك المغيث عمر أحسن استقبال، وفرق فيهم الأموال، وحاول الهجوم على مصر بدعم المماليك البحرية ولكنه مني بهزيمة أمام أيبك وفرَّ راجعا وكان ذلك سنة 656 هـ / 1258 م. وأثناء عودة المماليك منهزمين من مصر هاجموا غزة التي تعد تابعة للناصر يوسف، فهزموا الحامية التي بها وأسروا آمرها، فقوي أمرهم.
وفي أثناء تحرك البحرية في جنوب الشام، صادفوا في غور الأردن فرقة الشهرزورية، التي فرت من العراق تحت ضغط التتار، فاتفقوا معهم وتزوج بيبرس امرأة منهم لتوثيق الاتفاق بالمصاهرة. مما حرك المخاوف عند الناصر منهم، فحرك عساكره إليهم، فهزم البحريةُ عسكرَ الشام، فركب الناصر بنفسه وبكل جيشه، ففرت البحرية إلى الكرك والشهرزورية إلى مصر. فتابع تحركه نحو الكرك وحاصرها، فأراد المغيث حل القضية سلمياً مع الناصر، فوافق الناصر على شرط تسليمه المماليك، وفي أثناء الحصار شعر بخطورة الموقف أحد مقدمي البحرية، وربما أذكاهم وأكثرهم أهلية للقيادة -وكان هو الظاهر بيبرس- الذي يعرف بدقة أين يجب أن يكون في كل ظرف، فتسلل من قلعة الكرك ولجأ إلى الناصر يوسف الذي استقبله وعفا عنه. أما باقي المماليك فقد استلمهم الناصر من المغيث وأودعهم سجن قلعة حلب، وبقوا فيها حتى احتل التتار حلب وأخذوهم منها.
انتهت الخلافات بين الطاهر يوسف وأيبك على إثر وساطة قام بها ابن العلقمي وزير الخليفة المستعصم بالله، ونص الاتفاق على أن تسحب فلسطين من أملاك أيبك وتضم إلى يوسف، وأقطع بيبرس نابلس لإرضائه بعد استشاطته غضبا من الاتفاق بين يوسف وأيبك.
توجه المغول إلى حلب واستولوا عليها ودمروها، مما أثار موجة من الرعب في قلوب المسلمين وحكامهم، فمنهم من هرب إلى مصر كما فعل صاحب حماة، ومنهم من فضل الاستسلام حقنا للدماء كما فعل حاكم حمص. ولم يبق من المدن المهمة سوى دمشق التي جمع حاكمها الناصر من الجيوش لمواجهة المغول، ثم ما لبثت تلك الجيوش أن انفضت من حوله، وذلك لأنه كان محتاراً في ما يفعل تجاه المغول، فما كان من المماليك الرافضين لتصرفاته المترددة إلا أن حاولوا قتله وتولية أخيه الملك الظاهر علي مكانه. فاكتشف الناصر تلك المؤامرة وفر ليلاً من المعسكر إلى قلعة دمشق وتحصن فيها، فلما علم مماليكه بهربه وافتضاح أمرهم ساروا نحو غزة برفقة بيبرس البندقداري، ومن غزة اتصل بسلطان المماليك الجديد قطز، فدعاه للعودة وأقطعه قليوب وأنزله بدار الوزارة وعظم شأنه لديه.

### عين جالوت
عاد لمصر بعد أن ولاه سيف الدين قطز منصب الوزارة عام 1260 ميلادية ليشتركا معا في محاربة المغول الذين كانوا في طريقهم إلى مصر بعد اجتياحهم المشرق الإسلامي ثم العراق وإسقاطهم الدولة العباسية في بغداد. وقد أرسل هولاكو رسلا لقطز يحملون كتابا فيه تهديد ووعيد إن لم يخضعوا له. فعقد سيف الدين قطز اجتماعا مع وجهاء الدولة وعلمائها وتم الاتفاق على التوجه لقتال المغول إذ لا مجال لمداهنتهم. وقد اختلى قطز ببيبرس البندقداري الذي كان أمير الأمراء واستشاره في الموضوع. فأشار عليه بأن: نقتل الرسل، وأن نذهب إلى كتبغا متضامنين. فإن انتصرنا أو هزمنا، فسوف نكون في كلتا الحالتين معذورين. فاستصوب قطز هذا الكلام، وقام بقتل رسل المغول. وقد زاد من عزيمة المسلمين وصول رسالة من صارم الدين الأشرفي -وقد وقع أسيرا في يد المغول أثناء غزوهم الشام ثم قبل الخدمة في صفوفهم- أوضح لهم فيها قلة عددهم وشجعهم على قتالهم وأن لا يخافوا منهم. وقد استفاد قطز من رحيل هولاكو إلى فارس[ ؟ ] على رأس معظم جيشه بعد سماعه بوفاة أخيه الخان الأعظم، فمن تبقى في الشام من عساكر المغول تحت قيادة كتبغا يتراوح ما بين 10 آلاف إلى 20 ألف رجل. قام سيف الدين قطز بتقسيم جيشه لمقدمة بقيادة بيبرس وبقية الجيش يختبئ بين التلال وفي الوديان المجاورة كقوات دعم أو لتنفيذ هجوم مضاد أو معاكس. فقامت مقدمة الجيش بقيادة بيبرس بهجوم سريع ثم انسحبت متظاهرة بالانهزام لسحب خيالة المغول إلى الكمين، وانطلت الحيلة على كتبغا فحمل بكل قواه على مقدمة جيش المسلمين واخترقه وبدأت المقدمة بالتراجع إلى داخل الكمين، وفي تلك الأثناء خرج قطز وبقية مشاة وفرسان الجيش وعملوا على تطويق ومحاصرة قوات كتبغا، فعندئذ استعر القتال ولم يمض كثير من الوقت حتى هزم الجيش المغولي وقتل معظمهم بمن فيهم قائدهم كتبغا، ويعد بيبرس المهندس العسكري لمعركة عين جالوت.

## مقتل قطز
بعد انتصار قطز على المغول في عين جالوت، سار ورائهم لتحرير باقي مدن الشام، فتحررت دمشق وحماة وحمص وأرسل بيبرس ليطرد التتار من حلب ويتسلمها ووعده بنيابتها، فلما طردهم منها وتسلمها المسلمون، استناب عليها غيره وهو علاء الدين ابن صاحب الموصل، وكان ذلك سبب الوحشة التي وقعت بينهما فاقتضى قتل السلطان قطز سريعا. فبعد عودة السلطان قطز من معركة عين جالوت منتصرا قاصدا مصر، وصل ما بين الغزالي والصالحية فضرب دهليزه، وساق خلف أرنب وساق معه بيبرس ومعه الأمراء الذين اتفقوا على قتله، فشفع بيبرس في شيء فشفعه، فأخذ يده ليقبلها فأمسكها وحمل عليه الأمراء بالسيوف فضربوه بها، وألقوه عن فرسه ورشقوه بالنشاب حتى قتلوه. ثم كروا راجعين إلى المخيم وبأيديهم السيوف مسلطة، فأخبروا خبرهم، فقال بعضهم من قتله؟ فقالوا: ركن الدين بيبرس، فقالوا له: أنت قتلته؟ فقال: نعم، فقالوا أنت الملك إذا.
وقيل لما قتل قطز حار الأمراء بينهم فيمن يولون الملك، وصار كل واحد منهم يخشى غائلة ذلك، فاتفقوا على مبايعة بيبرس البندقداري، ولم يكن هو من أكابر المقدمين، ولكن أرادوا أن يجربوا فيه، فلقبوه الملك الظاهر وأجلسوه على كرسي الملك.
وقيل أن قطز عندما ضربه الأمراء المماليك وقبل موته جاءت مجموعة من الأمراء المماليك الذين يؤيدون قطزًا لأنهم شكوا في أمر الأمراء الذين خرجوا مع قطز، فتبعوهم وإذا هناك أمر قد حدث بالفعل، فسأل قطز عن سبب ذلك الفعل فأجابه بيبرس أنه شك أنه يريد قتله كما قتل أميره فارس الدين أقطاي في قلعة الجبل، فأخبره قطز أنه كان سيعطيه السلطان، وعفا عنه لأنه أراحه من غم العيش بعد مقتل زوجته جلنار بنت جلال الدين السلجوقي، وأمر بتعيينه ملكًا على الدولة المملوكية[بحاجة لمصدر].

## بيبرس السلطان
بعد مبايعة بيبرس على ملك مصر أواخر ذي القعدة سنة 658 هـ، دقت الطبول فرحا بذلك، ودخل قلعة الجبل وجلس على كرسيها. وقد لقب نفسه أول مرة بالقاهر، فقال له الوزير: إن هذا اللقب لا يفلح من تلقب به. تلقب به القاهر بن المعتضد فلم تطل أيامه حتى خلع وسملت عيناه، ولقب به القاهر صاحب الموصل فسم ومات، فعدل عنه حينئذ إلى الملك الظاهر، ثم شرع في مسك كل من يرى في نفسه الرئاسة من أكابر الأمراء حتى مهد الملك.

### السياسة الداخلية

#### ثورة علم الدين سنجر
عمد أولا إلى القضاء على الاضطرابات الداخلية، وتصفية معارضيه الذين احتجوا على مقتل السلطان قطز ومنهم الأمير علم الدين سنجر الحلبي، الذي كان قطز قد استنابه في دمشق، والذي نادى بنفسه سلطانا على دمشق وركب بشعار السلطنة وأمر بالخطبة لنفسه على المنابر وضرب السكة باسمه، ثم أرسل إلى الأمراء في حلب وحماة بوجوب طاعته. وقد جرد بيبرس بحملة عسكرية ضده، فتمكنت تلك الحملة من القضاء عليه وإعادة دمشق تابعة إلى حكم بيبرس وذلك بتاريخ 16 صفر 659 هـ / يناير 1261م.

#### ثورة الكوراني
تمكن الظاهر بيبرس أيضا من القضاء على التمردات الفاطمية في القاهرة والتي أثارها رجل يدعى الكوراني[ ؟ ]، وهو فارسي الأصل من نيسابور. كان الكوراني يهدف إلى قلب نظام الحكم وإرجاع الفاطميين، وقد نتجت تلك الحركة إلى إعلان العصيان على بيبرس والمسير في شوارع القاهرة ليلا ثم الهجوم على مخازن السلاح والإصطبلات وأخذ ما فيها من سيوف وخيل، إلا أن الظاهر بيبرس تمكن بقواته الخاصة من الإحاطة بالمتمردين والقبض على جميع زعمائهم ومنهم الكوراني، وأقر السلطان بصلبه على باب زويلة في القاهرة. وبهذا انتهت جميع محاولات الفاطميين للتمرد والعودة إلى سدة الحكم.

#### إحياء الخلافة العباسية
أراد بيبرس أن يضفي إلى حكمه نوعا من الزعامة والنفوذ على البلاد الإسلامية، ولكي يمنح دولته الفتية نوعا من الشرعية عمد إلى إحياء الخلافة العباسية في القاهرة ليقيلها من الانتكاسة التي أصابتها في بغداد على يد المغول. وعليه فقد أرسل في طلب أحد أبناء البيت العباسي فوصل إلى القاهرة أبو القاسم أحمد بن الظاهر بأمر الله في رجب 659 هـ/يونيو 1261 م، حيث قوبل بالتكريم والاحترام، وبعدها بأيام عقد السلطان بيبرس مجلسا عاما بالديوان الكبير بالقلعة واستدعى كل أعيان البلد، ثم قام السلطان أمام الجميع فبايع الخليفة على العمل بكتاب الله وسنة رسوله وعلى الأمر بالمعروف والنهي عن المنكر وعلى الجهاد في سبيل الله، فتبعه الجميع بالمبايعة ولقب الخليفة المستنصر بالله.
بعد نهاية الخليفة الأول المؤلمة واستقدم السلطان بيبرس اميراً عباسياً اخر هو أحمد بن الحسن الذي يعود في نسبه إلى الخليفة المسترشد بالله وكان صاحب حلب قد نصبه خليفة هناك الا انه دان للمستنصر الثاني فيما بعد وعقد بيبرس مجلسا لمبايعة هذا الأمير العباسي للخلافة في القلعة في 9 محرم 661 الموافق 22 نوفمبر 1262 وبايعه بيبرس كما بايع سلفه، ولقب بالخليفة الحاكم بأمر الله الأول وقد عدل عن التفكير بجعل مقر الخليفة في بغداد، حيث أبقاه في القاهرة بعيدا عن خطر المغول، وبذلك أحييت الخلافة العباسية للمرة الثانية في القاهرة، غير أن الخلافة لم تتدخل في الشؤون المملوكية، وظلت السلطة الفعلية بيد الظاهر بيبرس والمماليك من بعده.

#### ترميم القلاع وطرق الإمداد
عمد السلطان بيبرس إلى تأمين وصول قواته إلى بلاد الشام بالسيطرة على كل المدن والقلاع الممتدة على الطريق بين مصر والشام وجعلها تابعة له، وبالأخص حصن الكرك الذي كان تحت سيطرة الملك عمر بن العادل بن الكامل الأيوبي، الذي لم يقدم فروض الطاعة له، فاستولى على الحصن وقتل الملك عمر. والتفت أيضا إلى تحصين الأطراف والثغور وعمارة القلاع التي خربها المغول في الشام. وأخذ يزودها بالرجال والسلاح من مصر وبعض مدن الشام القوية. كما عمل على تقوية الأسطول[ ؟ ] والجيش وأشرف بنفسه على بناء السفن الحربية في دور صناعتها الموجودة في الفسطاط والإسكندرية ودمياط. ولم يكتف بهذا العمل لتأمين وصول قواته إلى الشام ومنع أي التفاف حولهم من الخلف، بل عمد أيضا إلى التحالف مع بعض القوى الخارجية ليتفرغ للصليبيين.

#### النهضة المعمارية والتعليمية
شهد عهده نهضة معمارية وتعليمية كبيرة حيث عمل على إنشاء العديد من المدارس في مصر ودمشق، ومنها المدرسة الظاهرية في دمشق التي بنيت عام 676 هجرية والتي أنشئت فيها المكتبة الظاهرية أواخر القرن التاسع عشر، كما أنشأ عام 665 هجرية مسجد الظاهر بيبرس في القاهرة والذي مازال قائماً إلى اليوم، ونسبت المنطقة حوله له باسم حي الظاهر، وأنشأ مسجداً آخر باسمه في مدينة قليوب لايزال موجوداً حتى الآن ويسمى الميدان الموجود فيه «ميدان بيبرس» بمدينة قليوب البلد. كما عمل بيبرس على إنشاء الجسور والقناطر والأسوار، وحفر الترع والخلجان، وأنشأ مقياسا للنيل وقام بأعمال أخرى كثيرة مثل تنظيم البريد فخصص له الخيل، وبنى كثيرا من العمائر.

#### إصلاح الأماكن المقدسة

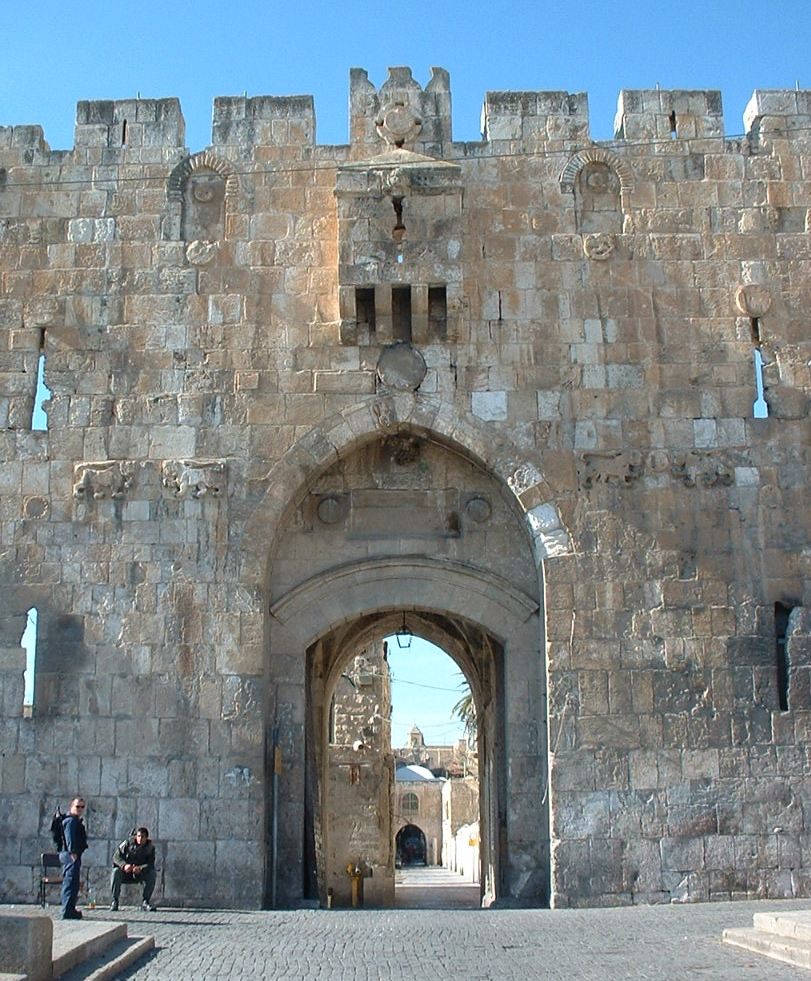
باب الأسباط ويظهر صورة الأسدين بالأعلى التي وضعهما بيبرس

اهتم بيبرس بتجديد الجامع الأزهر فأعاد للأزهر رونقه وقام بحملات من الترميم والتجميل حتى عاد له جماله ومكانته مرة أخرى، وأعاد خطبة الجمعة والدراسة إلى الجامع الأزهر بعد أن هجر طويلا، ونصب أربعة قضاة شرعيين، واحدا من كل مذهب من مذاهب السنة الأربعة بعد أن كان القضاء مقتصرا على قاضي قضاة شافعي. وفي خارج مصر قام بعدد من الإصلاحات في الحرم النبوي بالمدينة المنورة، وقام بتجديد مسجد إبراهيم في الخليل، وزار بيت المقدس يوم الجمعة 17 جمادى الآخرة 661 هـ / 1262 م، فقام بتجديد ما قد تهدم من قبة الصخرة، وجدد قبة السلسلة وزخرفها ورتب برسم مصالح المسجد في كل سنة خمسة آلاف درهم. وأنشأ بها خانا للسبيل نقل بابه من دهليز كان للخلفاء المصريين بالقاهرة. وقد زار بيت المقدس في شعبان سنة 664 هـ / 1265 م وأجرى عليها تعميرات إضافية. وعمل على إقامة دار للعدل للفصل في القضايا والنظر في المظالم أيضا قام بتوسعة مسجد الصحابي خالد ابن الوليد في مدينة حمص.

### السياسة الخارجية

#### التحالفات
ما أن استلم بيبرس الحكم حتى أقبلت الوفود على مصر من كل البقاع، فقدم إليه وفد من العصفوريين حكام البحرين برئاسة مقدهم محمد بن أحمد العامري سنة 658 هـ/ 1260 م لمباركته على الحكم وطلبوا منه مساعدته للتصدي لهجمات خانات المغول من فارس.
وتحالف بيبرس مع بركة خان زعيم القبيلة الذهبية في حربه ضد هولاكو خان الخانات فارس وأقام معاهدات وعلاقات ودية مع مانفرد بن فريدريك الثاني الإمبراطور الروماني، كما حالف ملك نابولي وصقلية وملك قشتالة ألفونسو العاشر. وحالف أيضا الإمبراطور ميخائيل الثامن امبراطور بيزنطة، وحالف أيضا سلطان سلاجقة الروم عز الدين كيكاوس، وقد كان يبعث بالرسائل والهدايا للآخرين (بركة خان وعز الدين) ويحثهم على محاربة المغول الإلخانات لكف أذاهم عن دولته، كي يتفرغ للصليبيين.

#### الجهاد ضد المغول
إن العداء بين المماليك والمغول لم ينقطع منذ وقعة عين جالوت، فبعد وفاة بدر الدين لؤلؤ والي الموصل وحليف المغول في شعبان 656 / أغسطس 1258 م خلفه ابنه الملك الصالح إسماعيل الذي هادن المغول أول الأمر ثم انقلب عليهم وطردهم من الموصل، وارسل أخاه إلى مصر لطلب المساعدة من بيبرس، ثم ذهب بنفسه ونسق معه، فارسل هولاكو إليه جيشا تعداده عشرة آلاف فارس بقيادة صندغون، فحاصره فيها، وما أن علم بيبرس بذلك حتى أرسل اليه نجدة تعدادها سبعمائة فارس وأمر بخروج العساكر من دمشق وحلب، فخرج صاحب حلب وهو شمس الدين البرلي في سبعمائة فارس من الغز وأربعمائة من التركمان ومئة من العرب.
إلا أن صندغون المغولي قد علم بخروج تلك القوة فكمن لها عند سنجار وانقض عليها وقتل معظم افرادها. ثم عاد مشددا الحصار على الموصل، ونصب عليها ثلاثين منجنيقا، فضاقت الأحوال بشدة على المدينة. ثم أرسل إلى الملك الصالح إسماعيل يمنيه بالوعود الحسنة إذا استسلم وفتح المدينة، وفعلا فتحت أبواب المدينة واستسلم الوالي وتوقف القتال. فدخل المغول المدينة في 26 شعبان 660 هـ / 16 يوليو 1262 فاستباحوها وعملوا فيها السيف وقتلوا معظم أهلها وهدموا أكثر من نصفها. وقتل الصالح إسماعيل وكذلك ابنه البالغ من العمر ثلاثة اعوام.
وقد ظل مغول فارس يتحينون الفرصة للحرب، وخاصة أباقا بن هولاكو، الذي واصل سياسة ابيه العدائية تجاه المسلمين، فيما اتسمت سياسته مع الصليبيين بالود. لكن الظاهر بيبرس وقف لهم دائماً بالمرصاد واستطاع أن يكسر شوكتهم، مما دعا ابغا إلى طلب الصلح، ولجأ في طلبه إلى الترغيب والتهديد، لكن بيبرس كان يعلم جيداً أن الصلح مع المغول أمر لايرضي المسلمين، وذلك بسبب ما فعلوه في بغداد.
ورغم ذلك واصل المغول هجماتهم على الساجور، لكن بيبرس ردهم خائبين، ثم ما لبثوا أن هاجموا عين تاب، لكن بيبرس دحرهم، وهكذا قام بكسر التتار في أخرها عندما تحالف المغول مع سلاجقة الروم في آسيا الصغرى، فأعد حملة كبيرة سنة 675 هـ،  لغزو سلاجقة الروم. وفي موقعة أبلستين حلت الهزيمة الساحقة بالمغول وحلفائهم من السلاجقة، وقد فر زعيم السلاجقة بعد أن قتل عدد كبير من رجاله ورجال المغول، ثم دخل بيبرس قيسارية، ودعي له على منابرها وقدم له أمراء السلاجقة فروض الولاء والطاعة. وقيل أن أبغا لما سمع بما فعله بيبرس برجاله في موقعة ابلستين أسرع إلى هناك ليشتد غضباً بما وجده من آلاف القتلى من المغول في حين لم ير أحدا من السلاجقة، مما جعله يأمر بقتل ما يزيد على مائتي ألف من المسلمين السلاجقة.

#### الحروب مع الصليبيين

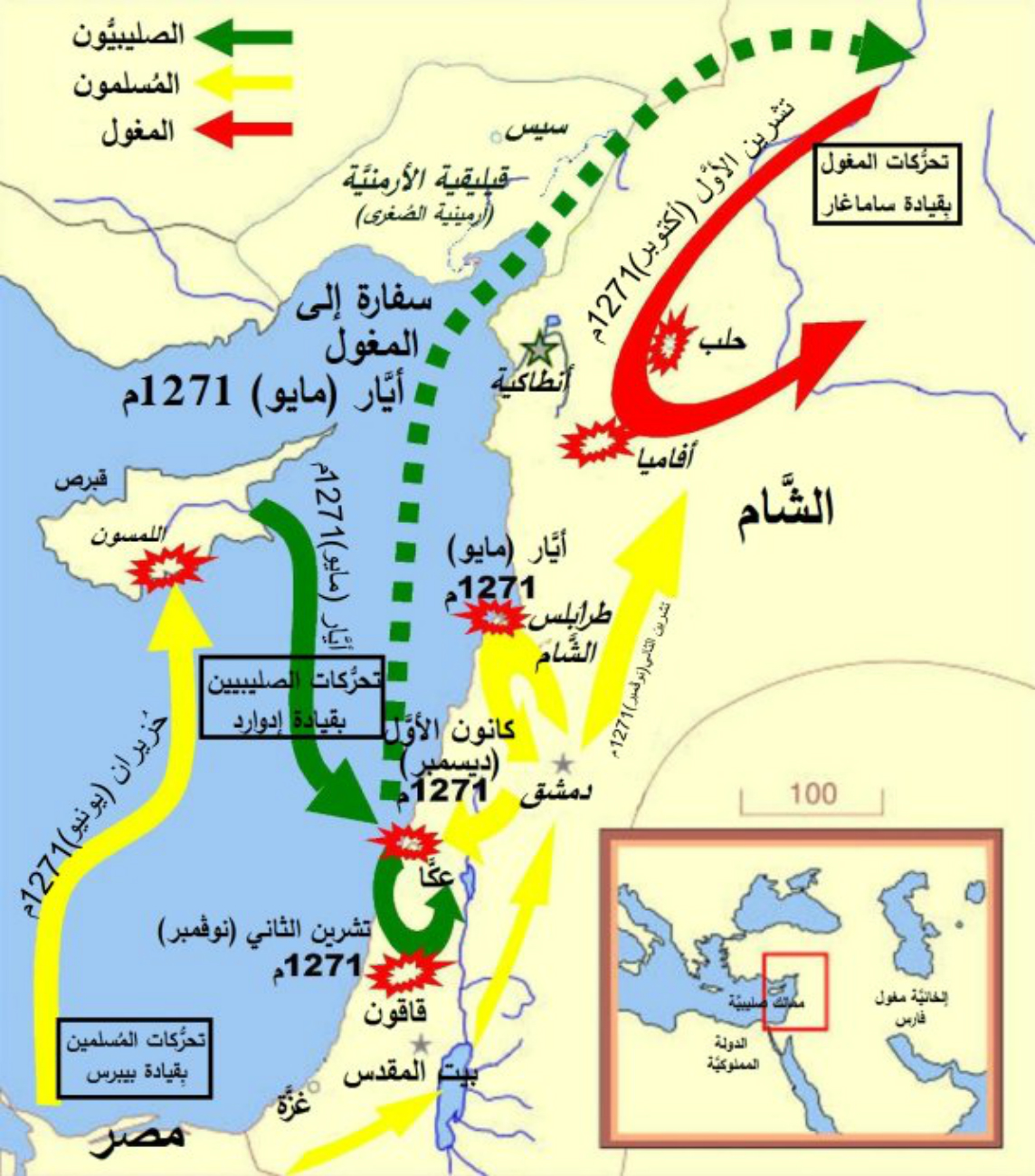
حملات الظاهر بيبرس (بالأصفر) والصليبيون (الأخضر) والمغول (الأحمر)

أراد بيبرس معاقبة الصليبيين الذين ساعدوا المغول في عين جالوت خاصة بوهيموند السادس أمير إنطاكية، فوجه جيشا تمركز في حلب لشن غارات على أنطاكية، ثم تجددت الغارات في السنة التالية وتعرض ميناء السويدية للتهديد وكذلك تعرضت مدينة أنطاكية نفسها للحصار وكادت ان تسقط لولا النجدة المغولية الأرمنية التي قادها الملك هيتوم فاضطر المماليك إلى فك الحصار عنها.
بالمقابل خشى الصليبيون من قوة المماليك المتنامية فمالوا إلى الصلح آملين بما كانوا قد بذلوه من مساعدة للمماليك زمن حملة عين جالوت في استعادة أسراهم تنفيذا للوعد الذي قطعه السلطان أيبك بإعادة زرين في الجليل[ ؟ ] إليهم أو دفع تعويض عنها وعقد هدنة بين الطرفين. فتوجه الكونت إبلين كونت يافا ويوحنا الثاني كونت بيروت إلى القاهرة سنة 659 هـ/1261 م وأجريا مفاوضات مع الظاهر بيبرس لاسترجاع أسراهم وعقد هدنة فوافق بيبرس بشرط العودة إلى ما كان عليه الأمر أيام الملك الناصر صلاح الدين وإطلاق الأسرى المسلمين إلا أن الإسبتارية والداوية رفضوا التخلي عن الأسرى المسلمين نظرا لكونهم صناعا مهرة، وما لهم من أهمية مادية للطائفتين، فعندئذ قطع بيبرس المفاوضات وأمر بنقل اسراه من الصليبيين إلى معسكرات العمل الخاصة بتشييد العمائر، ثم حرك الجيوش بإتجاه أملاك الصليبيين وهاجم حصونهم، مما حدا بهم ان يعاودوا مرة أخرى ويطلبوا منه الصلح، فما كان رده إلا أن قال:«لم لا كان هذا قبل حضورنا إلى هذا المكان؟ ردوا ما أخذتموه من البلاد وفكوا أسرى المسلمين جميعهم فإني لاأقبل غير ذلك».
بدأ بيبرس حربه بمهاجمته إقليم الجليل، فغنم من الناصرة ثم شن هجوما مفاجئا على عكا وحاول اقتحام أبوابها في (جمادى الآخرة 661 هـ/ أبريل 1263 م) ولكنه لم يتمكن لحصانتها وكثرة من بها من الصليبيين، فتركها بعد أن نهب أرباضها ورحل إلى بيت المقدس. ثم هاجم بالشهر التالي قيسارية وعثليث. وفي عام 663 هـ/1265 م نزل بيبرس بقوات ضخمة إلى غزة ومن هناك إلى قيسارية ففتحها في جمادى الأول (شباط)، ثم تقدم صوب يافا فدخلها بغير قتال، لأن الصليبيين فروا منها هاربين. ثم سار نحو عثليث وحررها، وقد كانت بأيدي الصليبيين منذ سنة 614 هـ/1218 م. ثم اتجه صوب أرسوف وضرب عليها حصارا شديدا استمر 40 يوما، استسلمت بعده المدينة، ومن أرسوف اتجه مرة أخرى صوب عكا، غير أنه لم يستطع أن يحرر المدينة نظرا لمساندة هيو الثالث ملك قبرص وامداده بإسطول كبير شمل كل قوة قبرص البحرية. لذا تركها بيبرس وعاد إلى مصر، ليعاود الكرة على الصليبيين بعد انتهاء الشتاء، وبدأ عمله أوائل صيف 1266 م/664 هـ. حيث بدأ بمدينة صفد (مقر الداوية) وتمكن من تحريرها 17 شوال 664 هـ / يوليو 1266 م ثم حرر هونين وتبين والرملة، وسقطت يبنة دون قتال واستولى على القليعة وعرقة، وبذلك تمت السيطرة على الطريق المؤدي إلى طرابلس من البقاع. نتيجة لتلك الانتصارات ضعفت معنويات الصليبيين في الشام وسارع البعض إليه يطلبون وده ورضاه مقابل تنازلهم عن نصف غلات المناطق التي تحت سيطرتهم.

#### حربه مع أرمينية الصغرى

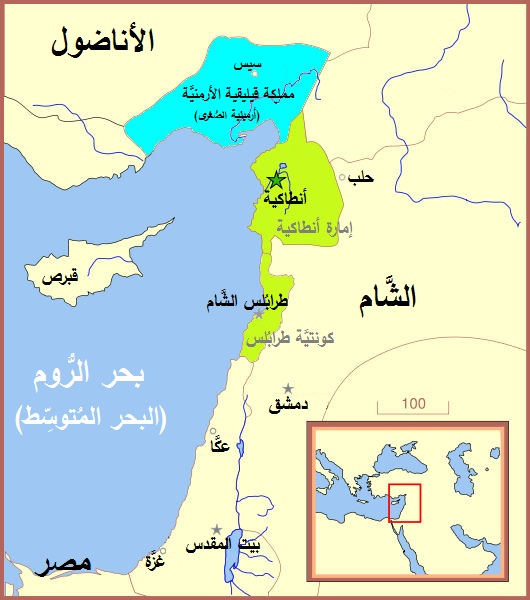
خريطة لمملكة أرمينيا الصغرى وإمارة انطاكية ودوقية طرابلس

شجع ضعف الصليبيين الظاهر بيبرس للانتقام من العناصر والدول التي ساعدت المغول في قتل المسلمين وتدمير بلادهم، خاصة بعد موت هولاكو وانشغال خليفته أباقا في حربهم مع مغول القفجاق الذين اعلنوا إسلامهم. وكان على رأس تلك الدول مملكة أرمينيا الصغرى، وذلك أن ملكهم هيثوم بن قسطنطين بن باساك تحالف مع المغول بشكل مباشر وأمدهم بفرقة من قواته لحرب المسلمين بالشام.
حاول هيثوم إجراء مفاوضات مع بيبرس وترددت السفارات بينهما، حيث طالب السلطان الظاهر هيثوم بأن يدخل في طاعته ويؤدي إليه الجزية، إضافة إلى رغبته في الوصول إلى أسواق الخيل والبغال والحنطة والشعير والحديد، أي فتح باب التبادل التجاري بين الشام وبلاد الأرمن، غير أن ملك الأرمن لم يتيسر له تلبية طلب سلطان مصر لخوفه من المغول، وعندما لم تؤد تلك المفاوضات إلى نتيجة، اتبع هيتوم سياسة جديدة ضد المماليك في مصر، وهي فرض حصار اقتصادي عليهم، وذلك بمنع تصدير الأخشاب والحديد من آسيا الصغرى إليهم، وكان هدفه من وراء ذلك تفويت الفرصة على المماليك في تطوير أسطولهم البحري. لكن عندما أحس هيتوم بإصرار بيبرس على الحرب غادر مسرعا إلى الأناضول حيث كان المغول، ليستعين بهم في دفع جيش المماليك عن مملكته، لكن أمراء المغول امتنعوا عن المساعدة بحجة أنهم لم يتلقوا أمرا من ملكهم أباقا بذلك. فاضطر إلى الذهاب إلى تبريز سنة 664 هـ / 1266 م طالبا العون من أباقا ملك إلخانات المغول. واتخذ الجيش الأرمني بقيادة كل من ليو وثوروس ابني هيتوم مواقعه عند دروب جبال طوروس، ويحمي جناحيه فرسان الداوية بقلعة بغراس.
استغل المماليك خروج الملك هيتوم، فزحفوا بجيشهم تحت إمرة المنصور قلاوون والملك المنصور الأيوبي صاحب حماة نحو الشمال ليجتازوا جبل أمانوس بالقرب من سرفندار ليتجنبوا دروب طوروس. بادر الأرمن إلى اعتراض طريق الجيش المصري والشامي أثناء هبوطهم إلى سهل قليقية فدارت معركة رهيبة في 21 ذو القعدة 664 هـ / 24 أغسطس آب 1266 م، أنزل المماليك بالأرمن هزيمة منكرة عند حصن دربساك، وقتل فيها توروس وأسر ليو. ثم أعقبوا نصرهم هذا بهجوم كاسح على المدن الرئيسية في قيليقية وغنموا كل ما كان بها، وسيطروا على قلعة للداوية، فأحرقوها بما فيها من الحواصل، ثم دخلوا سيس عاصمة المملكة فأخربوها، وأقاموا في البلاد عشرين يوما يحرقون ويقتلون ويأسرون. ثم توجه الأمير قلاوون بعساكره إلى المصيصة وأضنة وأياس وطرسوس، فقتلوا وأسروا وهدموا عدة قلاع. وفي نهاية سبتمبر عاد الجيش المنتصر إلى حلب ومعه كما قيل أربعون ألف أسير ومن الغنائم مالا يحصى.
ولم يستطع الملك هيثوم تخليص ابنه إلا بعد أن تنازل للسلطان بيبرس عن العديد من الحصون المهمة، ومنها دربساك التي تتحكم بطريق إسكندرونة ويكفل الطريق ما بين مملكة قليقية وإمارة انطاكية، وبهنسا الواقعة بإقليم مرعش والتي تتحكم بطرق المواصلات بين قليقية وفارس، ويضاف إليها مرزبان ورعبان وشبح الحديد، قد أدى انتزاع تلك المناطق إلى تجريد مملكة أرمينيا من أسباب دفاعها، وعزلها عن حلفائها الفرنج والمغول. واشترط بيبرس أيضا لإطلاق سراح هيو، ضرورة إخلاء سبيل الأمير سنقر الأشقر، والذي أسره المغول من حلب بعد أن انتزعوها من يد الناصر يوسف. وقال له في رسالة: "إن غايتنا من الحرب لم تكن الحصول على المال والنوال، قفد أخذ هولاكو من حلب أحد أصدقائنا ومريدينا أسيرا وهو شمس الدين سنقر الأشقر السمرقندي، فإن كان هيتوم يريد أن نطلق ابنه من الأسر، فعليه أن يطلب من المغول إطلاق سنقر لنطلق نحن في مقابل ذلك ابنه. فتم الاتفاق على تلك الشروط، وانعقدت المعاهدة في رمضان 666 هـ / مايو 1268 م. وقد أرسل أباقا بعد توسلات هيتوم إليه بسنقر الأشقر سنة 669 هـ / 1271 م، وقد كان في نواحي سمرقند، فأرسله هيتوم بدوره إلى بيبرس مصحوبا بالاحترام والهدايا النفيسة. وفي المقابل بعث بيبرس ليو (أو ليون في مصادر أخرى) إلى أبيه على نفس النحو. وقد خسرت مملكة أرمينيا الصغرى دورها في الشرق الأدنى عقب تلك الأحداث، ولم تقم لها قائمة بعد ذلك

#### سقوط إمارة أنطاكية
بدأت الحملة لاسترداد أنطاكية من الصليبيين، فوصل بجيوشه إليها يوم الثلاثاء 1 رمضان 666 هـ/ 15 مايو 1268 م، وهناك قسم جيوشه إلى ثلاث فرق وزعها حول المدينة ليحكم حصارها ويمنع وصول المدد إليها من البر والبحر. ولم يستطع الصليبيون المدافعون المقاومة، بسبب شدة الحصار وقوة المهاجمين، ففتحت المدينة وتمكنت جيوش بيبرس من دخولها وغنموا غنائم كبيرة لا تعد ولا تحصى من الأموال والأسرى. وقد كان سقوط تلك الإمارة الصليبية حدثا مهما في تاريخ الحروب الصليبية، فقد انقطعت صلة الصليبيين في طرابلس وعكا بأرمينية الصغرى، وبذلك غدت مصالح الصليبيين في الشام مهددة بشكل مباشر ولم يبق أمامهم سوى مملكة قبرص الصليبية والتي توحدت مع مملكة طرابلس وعكا لأنهم انضموا إلى تاج الملك هيو الثالث، والذي باشر حكمه بعقد هدنة مع السلطان بيبرس إلى حين وصول المساعدات من أوروبا. وقد وافق بيبرس على الهدنة لكي يعطي قواته قسطا من الراحة، خاصة وأن فصل الشتاء قادم، ويتطلب منه العودة إلى مصر ليدير بعضا من شؤونها الداخلية.
كما حقق انتصارات عديدة على المغول في موقعة البيرة وحران، ورد هجمات المغول المتتابعة على بلاده، إلى أن قضى عليهم عند بلدة أبلستين وذلك في عام 675 هـ، وبذلك حقق بيبرس ما كان يبتغيه من تأمين لجبهته الخارجية وحدود دولته. وقد دام حكمه حوالي سبعة عشر عاماً.

## وفاته

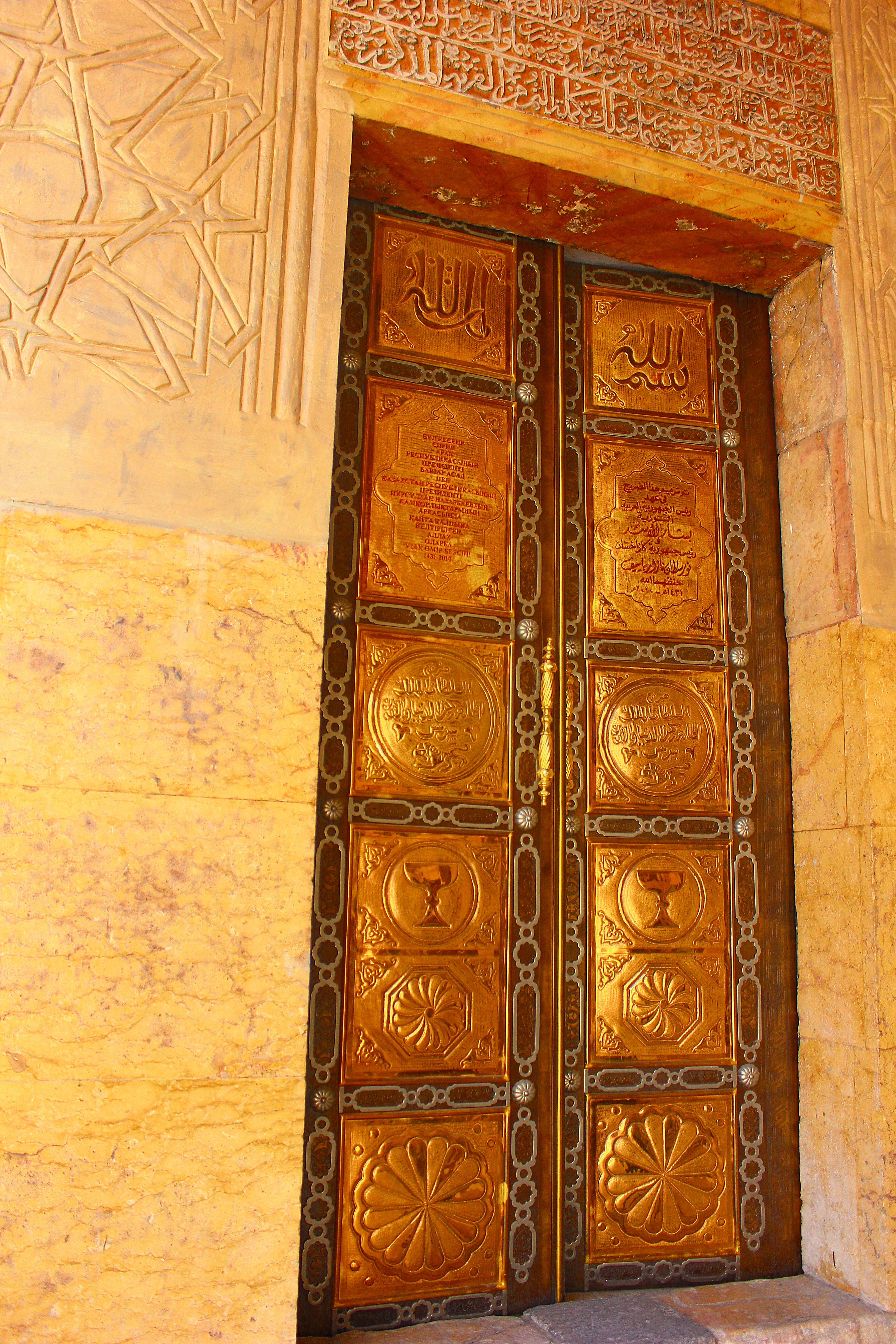
باب بالمكتبة الظاهرية بدمشق

توفي الظاهر بيبرس يوم الخميس 28/ 1/ 676 هـ الموافق 1/ 7/ 1277، ودفن في المكتبة الظاهرية في دمشق بعد حكم دام 17 سنة، تولى من بعده أكبر أولاده ناصر الدين الحكم، إلا أن أولاد بيبرس لم يدم لهم الحكم طويلاً، ثم تولى الحكم المنصور قلاوون.

## صفاته
أهم ما كان يتصف به بيبرس: الشجاعة والإقدام والدهاء والقوة، والكرم وحب الخير والإحسان إلى الفقراء. وإكرام العلماء وسماع نصائحهم والسكوت على مخاشنتهم له في النصح – كما كان يفعل معه عز الدين بن عبد السلام، والنووي. وكان أسمر بحمرة، أشهل بزرقة، تام القامة، مليح الشكل، جهير الصوت.
وصف بأنه كان يتنقل في ممالكه فلا يكاد يشعر به عسكره إلا وهو بينهم. وقيل عنه أنه ما كان يتوقف عن شيء لبلوغ غايته. ليحمل فيها قوى الحصون على الاستسلام له.وكان نجاحه يعتمد على تنظيمه وسرعته وشجاعته اللامتناهية.

## مختصر سيرته في كتب التاريخ
قال الزركلي في (الأعلام): الظاهر بيبرس (625 - 676 ه‍)
بيبرس العلائي البندقداري الصالحي، ركن الدين، الملك الظاهر: صاحب الفتوحات والأخبار والآثار. مولده بأرض القپچاق. وأسر فبيع في سيواس، ثم نقل إلى حلب، ومنها إلى القاهرة. فاشتراه الأمير علاء الدين أيدكين البندقدار، وبقي عنده، فلما قبض عليه الملك الصالح (نجم الدين أيوب) أخذ بيبرس، فجلعه في خاصة خدمه، ثم أعتقه. ولم تزل همته تصعد به في أيام الملك (المظفر) قطز، وقاتل معه التتار في فلسطين. ثم اتفق مع أمراء الجيش على قتل قطز، فقتلوه، وتولى (بيبرس) سلطنة مصر والشام (سنة 658 ه‍) وتلقب بالملك (القاهر، أبي الفتوحات) ثم ترك هذا اللقب وتلقب بالملك (الظاهر). وكان شجاعا جبارا، يباشر الحروب بنفسه. وله الوقائع الهائلة مع التتار والإفرنج (الصليبيين) وله الفتوحات العظيمة، منها بلاد (النوبة) و (دنقلة) ولم تفتح قبله مع كثرة غزو الخلفاء والسلاطين لها. وفي أيامه انتقلت الخلافة إلى الديار المصرية سنة 659 هـ. وآثاره وعمائره وأخباره كثيرة جدا. توفي في دمشق ومرقده فيها معروف أقيمت حوله المكتبة الظاهرية.

## بيبرس في الأدب والسينما والتلفزيون
- وا إسلاماه: فيلم سينمائي عام 1962، يحكي أحداث معركة عين جالوت، قام بدور الظاهر بيبرس الممثل المصري رشدي أباظة.
- الظاهر بيبرس: مسلسل يحكي قصة حياة بيبرس، وما دار من أحداث في معركة عين جالوت، قام بدور الظاهر بيبرس الممثل عابد فهد.
- الفرسان: مسلسل تاريخي تدور أحداثه حول مصر أثناء فترة هجوم التتار عليها، كما يتناول المسلسل هزيمة التتار في عين جالوت، قام بدور الظاهر بيبرس جمال عبد الناصر.
- على باب مصر: مسلسل تاريخي تدور أحداثه حول مصر أثناء فترة هجوم التتار عليها، كما يتناول المسلسل هزيمة التتار في عين جالوت، قام بدور قطز شريف عواد.
- أسد عين جالوت: فيلم كرتوني تاريخي يحكي سيرة الأمير سيف الدين قطز، كمايتناول جزء من سيرة الظاهر بيبرس كصديق طفولة قطز، قام بأداء صوت الظاهر بيبرس:

أحمد أبو سويلم في النسخة الأصلية.
يحيى الكفري في النسخة الثانية.

## وصلات خارجية
- الظاهر بيبرس على موقع الموسوعة البريطانية (الإنجليزية)
- المماليك البحريون/القبجاق
- بيبرس: الحاكم حين يعشقه شعبه، من إسلام أون لاين
- وفاة الظاهر بيبرس من مفكرة الإسلام
- الظاهر بيبرس في مرآة المؤرخ ابن عبد الظاهر
- عملات الظاهر بيبرس
- الظاهر بيبرس واستعادة إمارة أنطاكية